# A magyar női labdarúgó-válogatott mérkőzései 2025-ben
A magyar női labdarúgó-válogatott mérkőzései 2025-ben.
Szövetségi kapitány:
- Szarvas Alexandra

## Mérkőzések
Győzelem
      Döntetlen
      Vereség
| 351. mérkőzés 2025. február 21. Nemzetek Ligája 20:00 | Fehéroroszország | 0 - 2             | Magyarország           | Stadion Lagator, Loznica(SRB) Játékvezető: Sandra Braz Bastos (POR) |
| 351. mérkőzés 2025. február 21. Nemzetek Ligája 20:00 |                  | 0 - 0 jegyzőkönyv | Turányi 57' Csányi 78' | Stadion Lagator, Loznica(SRB) Játékvezető: Sandra Braz Bastos (POR) |

| 352. mérkőzés 2025. február 25. Nemzetek Ligája 18:00 | Magyarország | 0 -1              | Finnország            | Hidegkuti Nándor Stadion, Budapest Játékvezető: Hristiyana Guteva (BUL) |
| 352. mérkőzés 2025. február 25. Nemzetek Ligája 18:00 |              | 0 - 1 jegyzőkönyv | Nyström 7' (11-esből) | Hidegkuti Nándor Stadion, Budapest Játékvezető: Hristiyana Guteva (BUL) |

| 353. mérkőzés 2025. április 4. Nemzetek Ligája 20:00 | Magyarország | 0 - 1             | Szerbia     | Alcufer stadion, Gyirmót Játékvezető: Caroline Lanssens (BEL) |
| 353. mérkőzés 2025. április 4. Nemzetek Ligája 20:00 |              | 0 - 0 jegyzőkönyv | Matejić 69' | Alcufer stadion, Gyirmót Játékvezető: Caroline Lanssens (BEL) |

| 354. mérkőzés 2025. április 8. Nemzetek Ligája 17:30 | Finnország                             | 3 - 0             | Magyarország | Tammelan Stadion, Tampere Játékvezető: Angelika Söder (GER) |
| 354. mérkőzés 2025. április 8. Nemzetek Ligája 17:30 | Koivisto 18' Sällström 39' Franssi 99' | 2 - 0 jegyzőkönyv |              | Tammelan Stadion, Tampere Játékvezető: Angelika Söder (GER) |

| 355. mérkőzés 2025. május 30. Nemzetek Ligája 19:00 | Szerbia     | ' | Magyarország | 1-es pálya, Ópazova |
| 355. mérkőzés 2025. május 30. Nemzetek Ligája 19:00 | jegyzőkönyv |   |              | 1-es pálya, Ópazova |

| 356. mérkőzés 2025. június 3. Nemzetek Ligája 19:00 | Magyarország | ' | Fehéroroszország | Szent Gellért Fórum,Szeged |
| 356. mérkőzés 2025. június 3. Nemzetek Ligája 19:00 | jegyzőkönyv  |   |                  | Szent Gellért Fórum,Szeged |

| Előző év: 2024 | A magyar női labdarúgó-válogatott mérkőzései 2025 | Következő év: 2026 |

- A magyar labdarúgó-válogatott mérkőzései 2025-ben